# Nisreen Elsaim

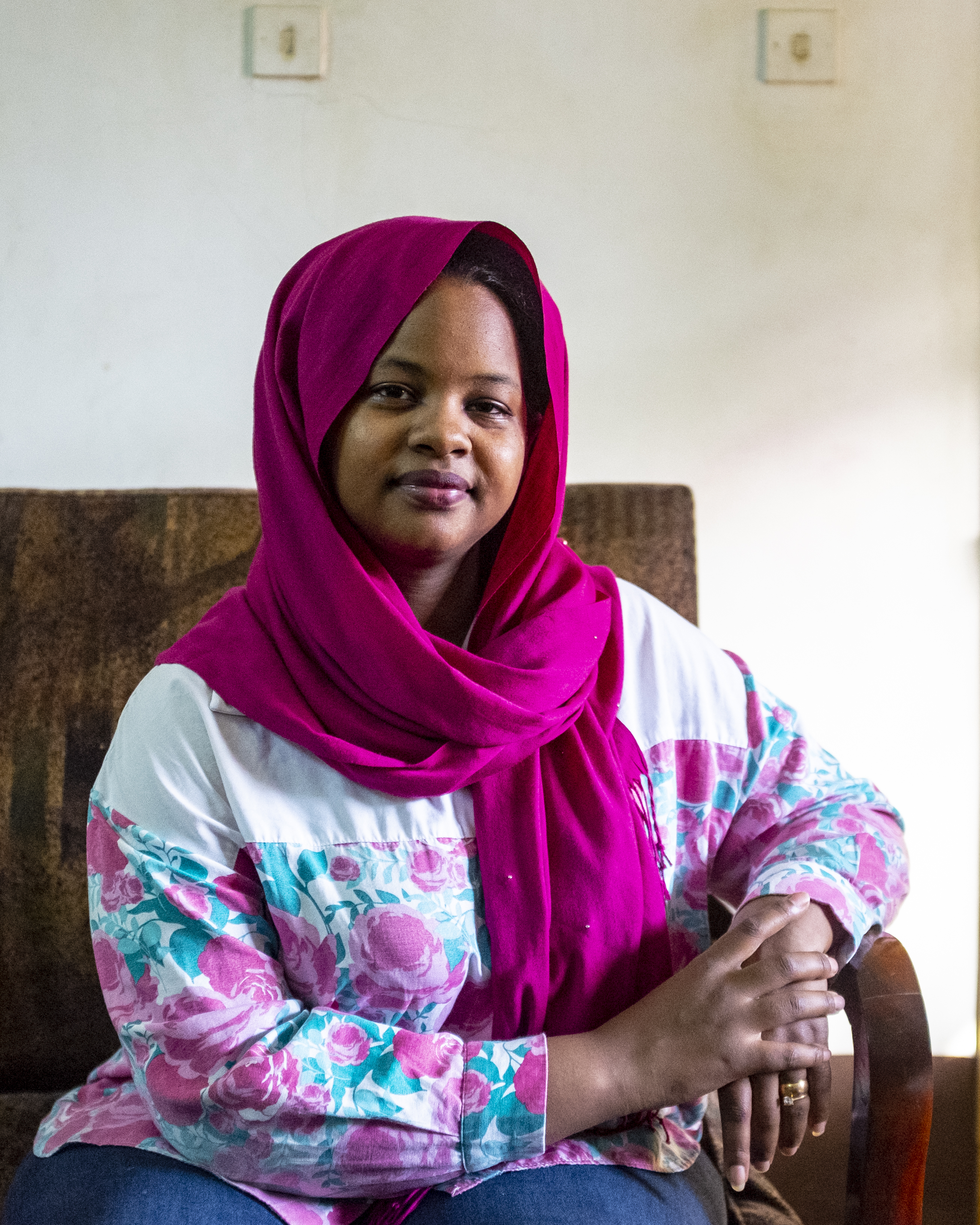
Nisreen Elsaim, 2022

Nisreen Elsaim ist eine sudanesische Klimaaktivistin und Bürgerrechtlerin. Seit ihrer Flucht aufgrund des Bürgerkriegs im Sudan lebt sie seit 2024 als Fellow der Robert Bosch Akademie in Berlin.

## Leben und Wirken
Elsaim studierte ab 2012 Physik und erneuerbare Energien in der Universität Khartum. Zu diesem Zeitpunkt begann sie sich im Bereich des Umweltschutzes zu betätigen. Sie leitete und koordinierte mehrere nationale und internationale Organisationen, die sich an jugendliche Klimaaktivisten richten. 2020 schloss sie ihren Master in erneuerbaren Energien ab. Sie war Teil der Demokratiebewegung 2018 im Sudan.
Unter anderem wirkte sie am UN Youth Climate Summit 2019 mit. Sie ist Junior-Verhandlungsführerin bei der Afrikanischen Verhandlungsgruppe für Technologietransfer und konzentriert sich dabei auf die Politik der Länder im Bereich Klimawandel und erneuerbare Energien. Sie sieht sich selbst als Wissenschaftsdiplomatin. Darüber hinaus ist Elsaim seit 2020 Vorsitzende der UN Youth Advisory Group on Climate Change.
Im Juni 2024 wurde Elsaim als Finalistin für den Kofi Annan NextGen Democracy Prize benannt, der von der Kofi Annan Foundation und der Democracy and Culture Foundation verliehen wird.